# Skylanders Academy
Skylanders Academy (também chamado de Academia Skylander em Portugal) é uma websérie de desenho animado produzida pela TeamTO e Activision Blizzard Studios baseada nos jogos da série Skylanders. A primeira temporada estreou na Netflix em 28 de outubro de 2016, enquanto a segunda estreou no dia 6 de outubro de 2017. A terceira temporada estreou em 28 de setembro de 2018.

## Enredo
A história se passa no mundo de Skylands focando nas aventuras de três alunos da Academia Skylanders: Spyro, Stealth Elf e Eruptor que sobre os ensinamentos de Mestre Eon e Jet-Vac aprendem a como se tornarem heróis para protegerem as terras do ataque de Kaos e outros vilões na Skylands.

## Personagens

### Protagonistas
- Spyro - O principal protagonista. Um jovem dragão roxo orgulhoso que foi convocado pelo Mestre Eon a ingressar na Academia Skylander, além de ser líder da equipe principal da academia. Tem a capacidade de voar e cuspir fogo.
- Stealth Elf - Amiga de Spyro. Uma elfa ninja com habilidade de teleportar e manipular adagas.
- Eruptor - Amigo de Spyro. Um monstro de pedra e lava capaz de controlar e soltar fogo.
- Jet-Vac - O mentor de Spyro e sua turma. Um falcão Skylander vetenado da academia. É sempre sério e centrado nas missões.
- Pop Fizz - Outro Skylander veterano que também faz parte da equipe.
- Mestre Eon - O líder da Academia Skylander. Um feiticeiro com uma barba mágica que é o responsável por guiar Spyro e seus amigos em missões pela Skylands.
- Hugo - O assistente do Mestre Eon. Uma topeira sempre nervoso e medroso.

### Vilões
- Kaos - O principal vilão do desenho. Um pequeno bruxo careca e imaturo que é filho da bruxa Kaossandra e vive bolando planos para derrotar os Skylanders e dominar o reino. Apesar de sua grande ambição ele não é uma real ameaça, sendo muito infantil e igênuo e frequentemente ofuscado pelos outros vilões.
- Glumshanks - O assistente de Kaos. Um troll que frequentemente ajuda Kaos em seus planos e também atura sua imaturidade.
- Kaossandra - Mãe de Kaos. Hospeda seu filho numa parte isolada de seu castelo e aparenta e aparenta sentir desgosto por ele. É também uma velha amiga da Golden Queen.
- Golden Queen - Uma das vilãs mais poderosas da Skylands. Tem a capacidade de transformar tudo que toca em ouro.
- Wolfgang - Um lobisomem roqueiro. Fazia parte de uma banda de rock com Pop Fizz no passado até se tornar do mal.
- Chef Pepper Jack - Um pimentão cozinheiro capaz de criar pratos envenenados e além de possuir poderes de calor.
- Chompy Mage - Um velho vilão louco que veste uma fantasia e costuma se comunicar com um boneco de meia.
- Broccoli Guy - Um vilão em forma de brócolis. Possui poucos poderes e costuma servir mais de apoio para o grupo.
- Dreamcatcher - A princípio apareceu como uma estudante da Academia Skylander, porém após ser detida por Stelth Elf de manipular toda a escola acabou sendo expulsa posteriormente se aliando a Golden Queen e os outros. É uma cabeça feminina gigante e flutuante.

### Outros personagens
- Crash Bandicoot